# Мальтийский саммит
Мальтийский саммит — встреча на высшем уровне между президентом США Джорджем Бушем и генеральным секретарём ЦК КПСС Михаилом Сергеевичем Горбачёвым, которая прошла 2-3 декабря 1989 года, спустя менее месяца после падения Берлинской стены. Это была вторая встреча Буша и Горбачёва после встречи в Нью-Йорке в декабре 1988 года, с участием тогдашнего президента США Рейгана.[уточнить] Во время встречи лидеры сверхдержав провозгласили окончание «холодной войны», хотя факт этого является предметом дискуссий. Обозреватели того времени называли мальтийский саммит самой важной встречей на высшем уровне после Ялтинской конференции 1945 года, на которой Сталин, Рузвельт и Черчилль обсуждали планы послевоенного устройства мира.

## Ключевые моменты саммита
Брент Скоукрофт и другие члены руководства США вначале считали планировавшуюся встречу на Мальте «преждевременной», поскольку на неё возлагаются большие надежды, но в результате саммит станет советской трибуной.[уточнить] Однако, президент Франции Франсуа Миттеран, премьер-министр Великобритании Маргарет Тэтчер, другие европейские лидеры и ведущие члены Конгресса США убедили президента Буша в необходимости встречи с советским лидером.
Во время саммита не было подписано никаких официальных соглашений. Главной целью встречи стало дать возможность двум сверхдержавам — СССР и США — обсудить стремительные изменения в Восточной Европе, произошедшие с разрушением железного занавеса, который в течение четырёх десятилетий разделял Европу. Некоторые наблюдатели расценили саммит как окончание холодной войны. По крайней мере, саммит обозначил сокращение противоречий предыдущего периода и стал поворотной точкой в отношениях между востоком и западом. Во время саммита Буш выразил поддержку политики перестройки и других реформ в странах социалистического лагеря.
Выступая на пресс-конференции, М. С. Горбачёв заявил:

Мир покидает одну эпоху и вступает в новую. Мы стоим в начале длинного пути. Это путь в эпоху прочного мира. Угрозы насильственных действий, недоверие, психологическая и идеологическая борьба — все это теперь должно кануть в вечность.

Я заверил президента Соединённых Штатов, что никогда не начну войну против США.
В ответ Д. Буш сказал:

Мы можем воплотить в жизнь идею прочного мира и достичь надежного сотрудничества в отношениях между Востоком и Западом. Именно здесь, на Мальте, я и председатель Горбачев заложили основу для такого будущего.Оригинальный текст (англ.)We can realise a lasting peace and transform the East-West relationship to one of enduring co-operation. That is the future that Chairman Gorbachev and I began right here in Malta.

## Участники саммита
Советская делегация:
- Сергей Ахромеев, маршал Советского Союза, военный советник Горбачёва.
- Александр Бессмертных, заместитель министра иностранных дел СССР.
- Анатолий Добрынин, советник главы государства М. С. Горбачёва по международным вопросам, советский посол в США (1962—1986).
- Эдуард Шеварднадзе, министр иностранных дел СССР.
- Александр Яковлев, главный идеолог КПСС и председатель комитета по международной политике ЦК КПСС.
- Анатолий Черняев, помощник генерального секретаря по международным вопросам.

Американская делегация:
- Джеймс Бейкер, государственный секретарь США.
- Роберт Блэквилл, специальный помощник президента по национальной безопасности и старший директор отдела по делам СССР и Европы Совета национальной безопасности США.
- Джек Мэтлок, посол США в СССР.
- Кондоли́за Райс, будущий директор отдела по делам СССР и Европы Совета национальной безопасности США.
- Брент Скоукрофт, советник по вопросам национальной безопасности президента США.
- Реймонд Сайц, советник государственного секретаря США по вопросам Канады и Европы.
- Джон Сунуну, глава администрации Белого дома.
- Маргарет Татвайлер, советник государственного секретаря США по связям с общественностью и официальный представитель государственного департамента США.
- Пол Вулфовиц, заместитель министра обороны, по вопросам внешней политики.
- Роберт Зеллик, советник государственного департамента США.

## Место проведения: «От Ялты до Мальты» и обратно
Встреча проходила на борту советского круизного лайнера «Максим Горький», вставшего на якорь в бухте Марсашлокк острова Мальта. Президент Буш на время саммита разместился на борту американского крейсера «Белкнап». Штормовая погода и волнение на море привели к тому, что некоторые встречи были отменены или перенесены. По этой же причине встреча получила среди прессы название «саммит с морской болезнью».
Идея проведения саммита в открытом море, по-видимому, принадлежала Д. Бушу и была связана с воспоминаниями о времени Второй мировой войны, когда президент США Ф. Рузвельт предпочитал встречаться с иностранными лидерами на борту военных кораблей. Выбор Мальты в качестве места проведения встречи стал компромиссным итогом спора между двумя сверхдержавами. Согласно К. Райс:

«…долгое время ушло на организацию, поиск места, места которое не было бы слишком официальным, место, которое не давало бы значительного выигрыша ни одной из сторон. И, к счастью — или несчастью — они выбрали Мальту, которая оказалось по-настоящему ужасным местом в декабре. Хотя мальтийцы оказались чудесными людьми, погода была действительно плохой».Оригинальный текст (англ.)... it took a long time to get it arranged, finding a place, a place that would not be ceremonial, a place where you didn't have to do a lot of other bilaterals. And fortunately - or unfortunately - they chose Malta, which turned out to be a really horrible place to be in December. Although the Maltese were wonderful, the weather was really bad.
Выбор места встречи стал весьма символичен. Мальтийский архипелаг расположен в географическом центре Средиземного моря, где сходятся восток с западом и север с югом. В результате этого, Мальта долгое время была под властью иностранных государств. В XIX — первой половине XX века Мальта была британской военно-морской базой, и подверглась значительным разрушениям во время Второй мировой войны. В 1980 году после закрытия британских военных баз и регионального штаба НАТО (CINCAFMED) Мальта объявила о своем нейтралитете. Политика нейтралитета была закреплена в конституции страны, в главе 1, которой сказано:

«Мальта является нейтральным государством, активно выступающим за мир, безопасность и социальный прогресс среди всех народов, придерживаясь политики неприсоединения и отказываясь от участия в любых военных блоках»Оригинальный текст (англ.)Malta is a neutral state actively pursuing peace, security and social progress among all nations by adhering to a policy of non-alignment and refusing to participate in any military alliance.
.
2 февраля 1945 года, когда война в Европе шла к концу, Мальта стала местом проведения Мальтийской конференции, встречи между премьер-министром Великобритании У. Черчиллем и президентом США Ф. Рузвельтом перед их встречей в Ялте с И. Сталиным. Мальтийский саммит 1989 года обозначил отмену множества решений, принятых на Ялтинской конференции 1945 года.

## Оценки
На Мальтийском саммите были достигнуты принципиальные договоренности по невмешательству СССР в дела восточноевропейских стран, принципиальное согласие на объединение Германии и уступки СССР в отношении прибалтийских республик. В ответ американский лидер ограничился лишь устной поддержкой проходившей в СССР перестройки.